# Kerkgate
Kerkgate est une rue pavée de Mater, un village de la commune belge d'Audenarde, situé en Région flamande dans la province de Flandre-Orientale.  Elle est protégée comme monument historique depuis 1994.

## Localisation
Kerkgate se situe dans le village de Mater entre la Materplein (place centrale de Mater) et la Gaverstraat. Elle mesure 1 290 m, est assez étroite (de 3 à 4 mètres) et s'oriente du sud-ouest vers le nord-est, épousant de très légères courbes.

## Historique
L'axe routier auquel appartient Kerkgate est considéré comme faisant partie d'un réseau routier médiéval. Le pavage de Kerkgate a lieu dans la seconde moitié du XIXe siècle.

## Courses cyclistes
La rue est bien connue des coureurs et amateurs de cyclisme sur route. Elle fait régulièrement partie du parcours de plusieurs courses cyclistes du printemps dont le Tour des Flandres.
La section pavée de 2 640 m empruntée par les courses cyclistes comprend en général la Karel Martelstraat  (1 190 m), la Materplein (160 m) et Kerkgate proprement dit (1 290 m) jusqu'au carrefour avec la Gaverstraat. Ce tronçon pavé est en une légère pente.